# Combretum recurvatum
Combretum recurvatum är en tvåhjärtbladig växtart som beskrevs av Sujana, Ratheesh och Anil Kumar. Combretum recurvatum ingår i släktet Combretum och familjen Combretaceae. Inga underarter finns listade i Catalogue of Life.